# Oleksij Lukaschewytsch
Oleksij Iwanowytsch Lukaschewytsch (ukrainisch Олексій Іванович Лукашевич, engl. Transkription Oleksiy Lukashevych; * 11. Januar 1977 in Dnipropetrowsk) ist ein ukrainischer Weitspringer, der sowohl in der Halle als auch im Freien Europameister wurde.
Bei den Juniorenweltmeisterschaften 1996 gewann Lukaschewytsch mit 7,91 m Gold. Im Jahr darauf wurde er Dritter bei den U23-Europameisterschaften mit windunterstützten 8,09 m. Bei den Halleneuropameisterschaften 1998 in Valencia siegte er mit 8,06 m und einem Zentimeter Vorsprung auf den Portugiesen Carlos Calado. 1999 gewann er bei der Universiade mit 8,16 m.
Mit 8,02 m belegte er bei den Halleneuropameisterschaften 2000 in Gent den vierten Platz. Nachdem Lukaschewytsch bis dahin bei den großen Meisterschaften unter freiem Himmel die Qualifikation nicht überstanden hatte, gelang ihm in Sydney bei den Olympischen Spielen 2000 der Einzug ins Finale. Mit 8,26 m kam er bis auf einen Zentimeter an seine persönliche Bestleistung heran, er erreichte Platz vier und hatte auf seinen Landsmann Roman Schtschurenko auf Rang drei nur fünf Zentimeter Rückstand.
Sein einziges Weltmeisterschaftsfinale erreichte Lukaschewytsch bei den Weltmeisterschaften 2001 in Edmonton. Mit 8,10 m wurde er Sechster bei elf Zentimetern Rückstand auf Carlos Calado, der Bronze gewann. 2002 in Wien stand er zum dritten Mal in Folge im Finale bei Halleneuropameisterschaften. Mit 8,11 m belegte er erneut den vierten Rang, Gold gewann der Spanier Raúl Fernández mit 8,22 m. In München bei den Europameisterschaften 2002 litten die Athleten unter nasskaltem Wetter. Nur zwei Springer übertrafen die 8-Meter-Marke, Lukaschewytsch gewann mit 8,08 m mit acht Zentimetern Vorsprung auf den Kroaten Siniša Ergotić.
Danach gelang Lukaschewytsch erst bei den Europameisterschaften 2006 in Göteborg wieder der Einzug in ein großes Finale. Mit 8,12 m hatte er als Dritter acht Zentimeter Rückstand auf den italienischen Europameister Andrew Howe.
Oleksij Lukaschewytsch ist 1,75 m groß und wiegt 72 kg.